# Utsira fyr
Utsira fyr är en norsk fyr belägen invid bebyggelse och kulturmarker på ön Utsira i Rogaland fylke. Det är Norges högst belägna fyr 68 m över havet med lins 78 m ö.h.. Själva fyren är totalt 13,3 m, dvs. mått motsvarande Kullens fyr. 
Fyrplatsen anlades 1843-44 som dubbelfyr med samma lyshöjd och med cirka 200 m avstånd mellan tornen. Detta för att man inte skulle missta Utsira för fyrstationen på Kvitsøy. Tornen byggdes i huggen gråsten med invändig tegelstensfodring. År 1890 släcktes det sydöstra tornet och dess överdel ersattes av ett skyddstak. Fyrplatsen flygbombades 1944-45 av engelsmännen och omgivande bebyggelse eldhärjades. Vid återuppbyggnaden samlades husen inom en fyrkantig tomt med maskinhus, oljetank, bostadshus, uthus och den meteorologisk stationen, som varit bortflyttad cirka 1 km under åren 1943-45. Rester av tysk befästning finns kvar. Inom fyrtomten finns fyrmästarens och personalens trädgårdar kvar, som dock inte var i aktiv hävd sommaren 2014.
Fyren automatiserades, avbemannades och linsen släcktes 2004. I stället installerades ett modernt LED-ljus, men lampan och fyrlinsen finns kvar och fungerar så den tänds vid särskilda tillfällen. Fyren ägs av statliga Kystverket och kommunen hyr området med undantag av själva fyrtornet. Fyren med tomt och byggnader är fredat som kulturminne, ID: 87078. Sommartid arrangeras visningar av området och konstutställningar hålls i byggnaderna.
Det finns en väderstation på platsen sedan 1867.

## Galleri

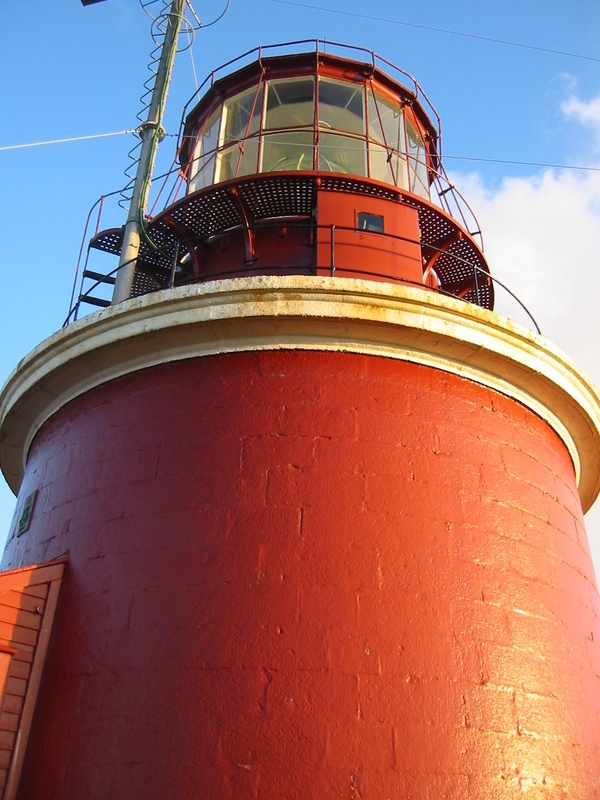
Närbild.
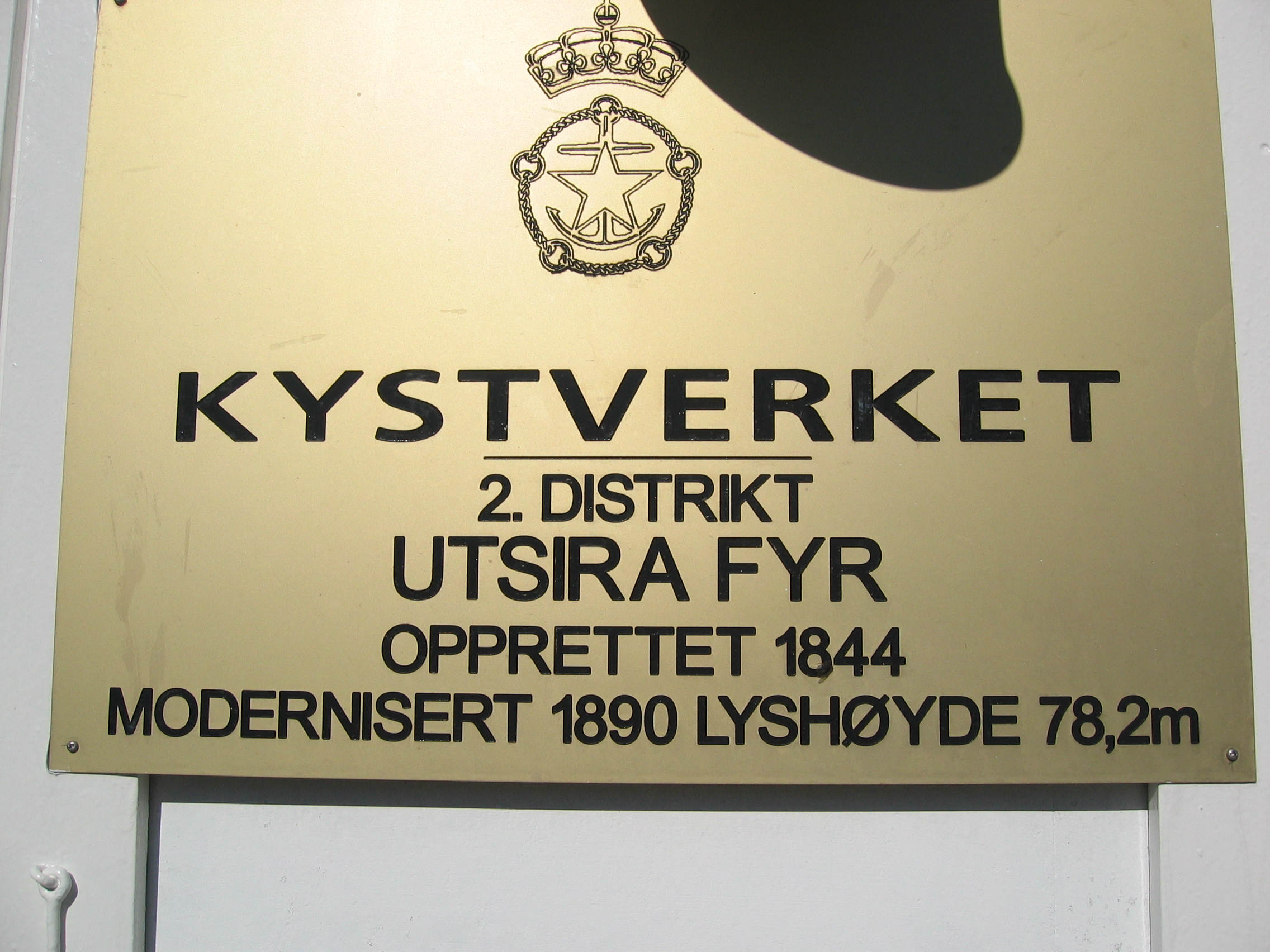
Kystverkets plakett.
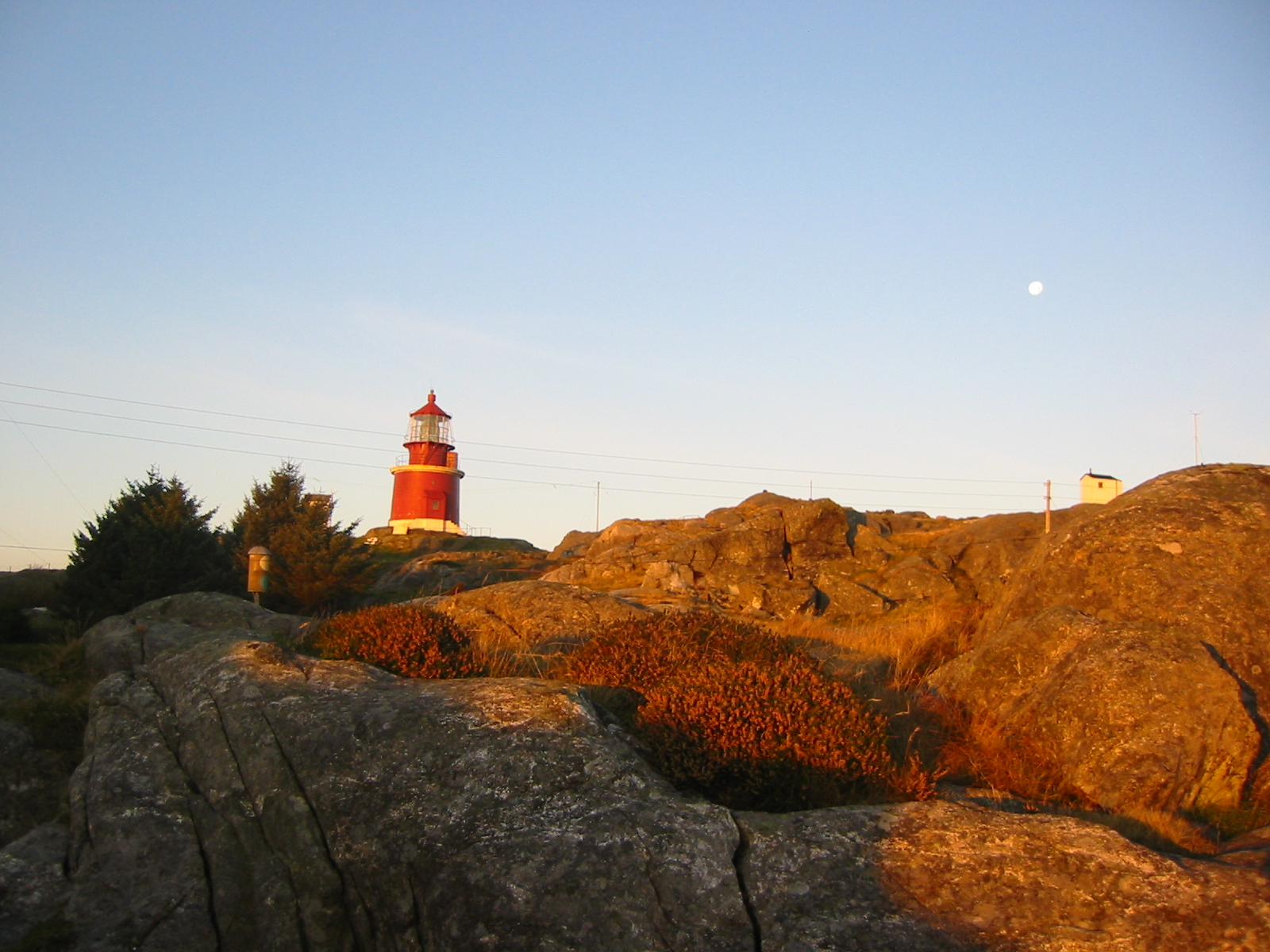
Fyren sedd på håll.
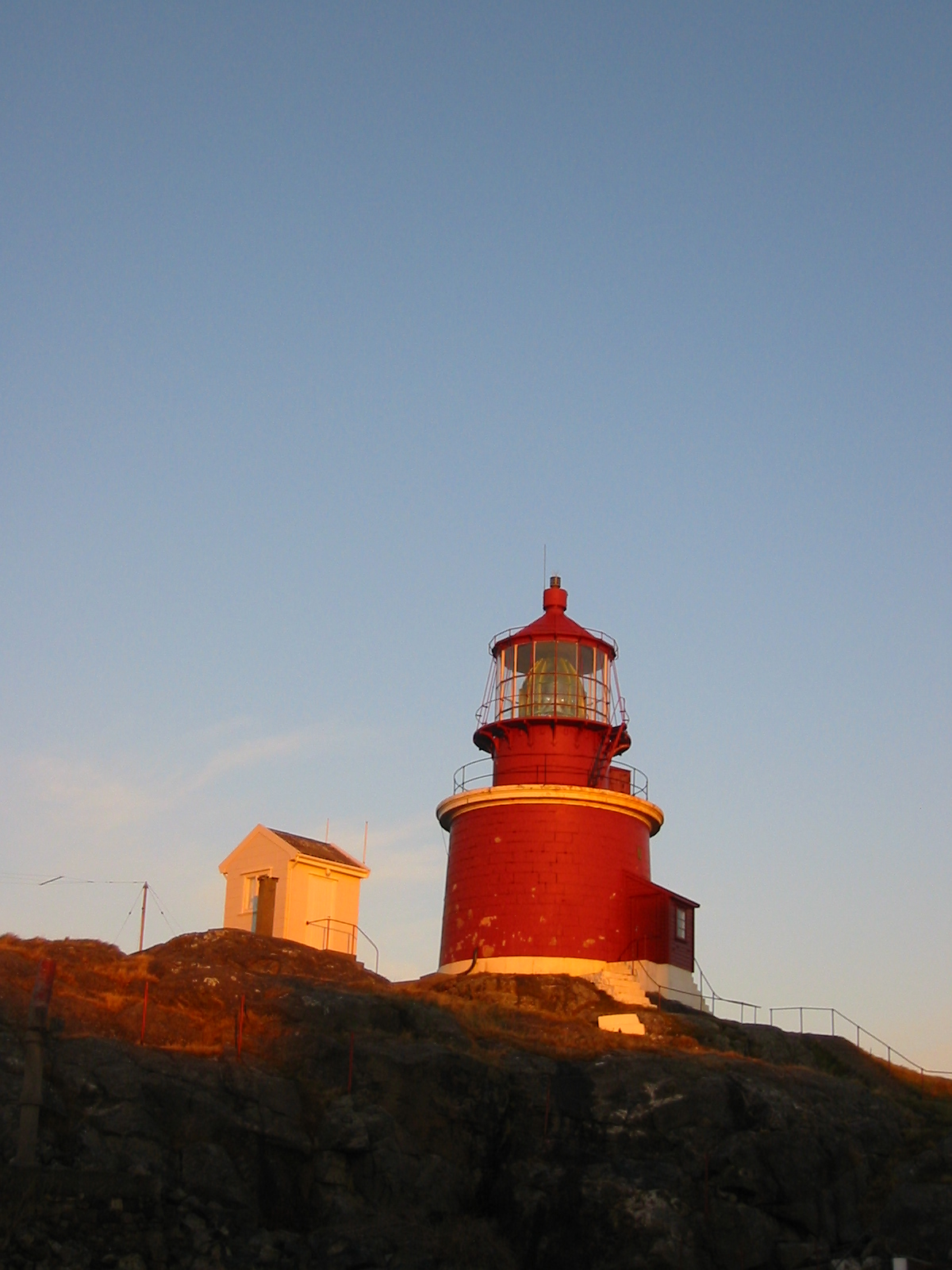
Tornet i solsken.